# Fußball-Regionalliga 2018/19
Die Saison 2018/19 der Regionalliga war die elfte Saison der Fußball-Regionalliga als vierthöchste Spielklasse in Deutschland.
Ab der Saison 2018/19 sind vier Mannschaften in die 3. Liga aufgestiegen. In dieser Saison stellten die Meister der Regionalligen Südwest, Nordost und West je einen direkten Aufsteiger. Die Meister der Regionalliga Bayern und der Regionalliga Nord spielten in einem Aufstiegs-Play-off um den vierten Aufstiegsplatz.

## Regionalligen
- Regionalliga Bayern 2018/19 mit 18 Mannschaften aus dem Bayerischen Fußball-Verband (BFV)
- Regionalliga Nord 2018/19 mit 18 Mannschaften aus dem Norddeutschen Fußball-Verband (NFV)
- Regionalliga Nordost 2018/19 mit 18 Mannschaften aus dem Nordostdeutschen Fußballverband (NOFV)
- Regionalliga Südwest 2018/19 mit 18 Mannschaften aus dem Fußball-Regional-Verband Südwest und dem Süddeutschen Fußball-Verband (SFV) mit Ausnahme des Bayerischen Fußball-Verbandes
- Regionalliga West 2018/19 mit 18 Mannschaften aus dem Westdeutschen Fußballverband (WDFV)

## Aufstiegsspiel
An dem Aufstiegsspiel zur 3. Liga nahmen die Meister der Regionalligen Bayern und Nord teil. Der Sieger des Aufstiegsspiels mit Hin- und Rückspiel stieg auf.
Bei einem Teilnahmeverzicht von Mannschaften, oder falls sich aus einer Regionalliga keine Mannschaft sportlich qualifizierte, sollten Freilose vergeben werden.
Folgende Mannschaften qualifizierten sich sportlich für die Aufstiegsspiele:
- Meister der Regionalliga Bayern: FC Bayern München II
- Meister der Regionalliga Nord: VfL Wolfsburg II

Die Auslosung für das Heimrecht im Hin- und Rückspiel fand am 27. April 2018 statt.
Das Hinspiel fand am 22. Mai statt, das Rückspiel wurde am 26. Mai 2019 ausgetragen.
|                  | Gesamt |                      | Hinspiel  | Rückspiel |
| ---------------- | ------ | -------------------- | --------- | --------- |
| VfL Wolfsburg II | 4:5    | FC Bayern München II | 3:1 (3:1) | 1:4 (1:2) |